# ایستگاه متروی بوستان لاله

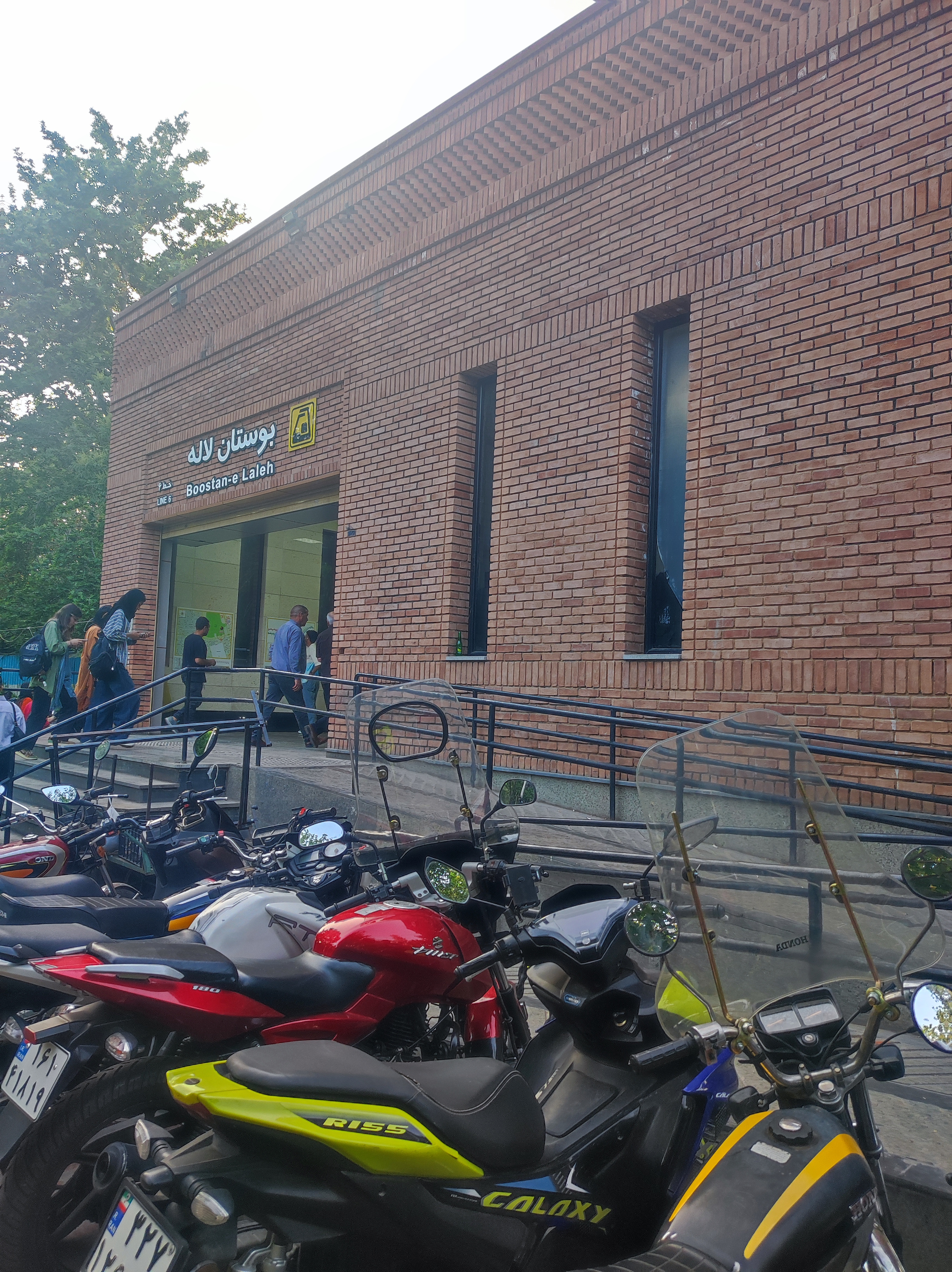
ورودی مترو بوستان لاله

ایستگاه متروی بوستان لاله یکی از ایستگاه‌های خط ۶ متروی تهران است. این ایستگاه که در ۲۷ اسفند ۱۴۰۱ تأسیس شده در تقاطع خیابان کارگر شمالی و بلوار کشاورز در کنار پارک لاله واقع شده‌است.